# Rohkunborri nationalpark
Rohkunborri nationalpark er en nationalpark i Troms og Finnmark fylke i det nordlige Norge. Parken omfatter de indre dele af Sørdalen og fjeldområderne østover med bjergmassivet Rohkunborri og søen Geavdnjajávri og dækker et område på 571 km².
Rohkunborri nationalpark blev oprettet i 2011, for «at bevare et stort naturområde med et særegent landskab for at sikre biologisk mangfoldighed med økosystemer, arter og bestande i et vidt spænd af naturtyper fra frodige Grå-Elhække, urskovspræget birkeskov og høgstaudeskover, store vådområder og ferskvandsmiljø med oprindelige dyre- og plantesamfund til alpine naturtyper med kløfter i Sørdalen. Fjeldræven er en art det skal tages specielt vare på.» 
Nationalparken ligger i Bardu kommune og grænser i syd til den svenske grænse og den svenske nationalpark Vadvetjåkka (nordsamisk: Vádvečohkka), som blev etableret allerede i 1920.
Den 800 kilometer lange vandrerute Nordkalotruten fra Karasjon til Sulitjelma går gennem Rohkunborri, ind fra Altevatn og ud ved søen Torneträsk til Sverige.

## Fauna
Nationalparken huser flere sjældne og truede dyre- og fuglearter; jærv, bjørn, rype, jagtfalk og sneugle. På svensk side af grænsen yngler også fjeldræv, som man håber også skal etablere sig i Rohkunborri.

## Rendrift
De norske rengræsningsdistrikter Altevatn og Gielas har græsningsområder i nationalparken. Dertil har den svenske sameby Talma rettigheder til sommergræsning her.

## Eksterne kilder og henvisninger
1. ↑  regjeringen.no: Verneforskriften

- regjeringen.no pressemeddelelse om etablering af nationalparken, 25.2.2011
- Faktaark om nationalparken – fra Regeringen. Februar, 2011.
- Kort over verneområdet – fra Regeringen, februar 2011.
- Billedserie fra nationalparken – fra juli 2011

68°33′N 18°51′Ø / 68.550°N 18.850°Ø